# Roda de Eresma
Roda de Eresma è un comune spagnolo di 106 abitanti situato nella comunità autonoma di Castiglia e León.